# Pete Martell
Peter "Pete" Martell è un personaggio immaginario della serie televisiva statunitense I segreti di Twin Peaks, creata da Mark Frost e David Lynch.
È interpretato da Jack Nance, con le voci italiane di Giampiero Albertini e Glauco Onorato.
Pete è un pacifico e tranquillo taglialegna in pensione che, all'inizio della serie, la mattina del 24 febbraio 1989, recandosi a pesca, rinviene il cadavere di Laura Palmer.

## Profilo
Pete Martell incarna lo stereotipo del taglialegna semplice e ingenuo vittima dei giochi di potere di sua moglie, Catherine Martell, che ha sposato per un reale sentimento d'amore ma, col tempo, il loro rapporto si è raffreddato e la progressiva descensus inferi di lei nella spietata caccia a ricchezza e potere ha portato la coppia ad allontanarsi. Il suo rapporto con la consorte è, per tutta la durata della serie, estremamente conflittuale, dato che essa lo reputa un inutile vecchio stupido, Pete dunque appare molto più vicino alla cognata Josie, e in una occasione, dopo la misteriosa morte di questa, ammette di averla realmente amata. Nonostante ciò però, egli prova ancora sentimenti di affetto per sua moglie Catherine, come è possibile notare alla fine della prima stagione.
Di animo buono e disponibile, Pete è un uomo fondamentalmente pacifico e genuinamente buono, enormemente ben voluto dalla comunità cittadina. Suoi principali passatempo sono la pesca e gli scacchi, gioco nel quale, contraddittoriamente al suo animo ingenuo, si dimostra molto ferrato, vincendo puntualmente ogni edizione del Torneo di scacchi di Twin Peaks.
Il suo ruolo nelle vicende è tra i più secondari, generalmente è di sostegno alle indagini dell'agente Cooper o presta assistenza a qualche altro personaggio più o meno consapevolmente; il grosso della serie comunque, lo passa svolgendo le sue attività di svago. Nonostante la premessa tuttavia, il ruolo di Pete è fondamentale nell'Episodio Pilota, poiché infatti, proprio andando a pesca, esso rinviene il cadavere di Laura Palmer. Chiamando lo sceriffo Truman per informarlo del ritrovamento, Pete esclama:
Frase che diventerà famosa dando il nome alla fanzine della serie televisiva e ad una canzone dei Marilyn Manson ispirata alla serie: l'ottava traccia dell'album Portrait of an American Family.

## Biografia

### Antefatti
Pete Martell nacque a Twin Peaks, Washington, il 28 giugno 1936. Figlio di taglialegna e boscaioli, intraprese a sua volta tale professione alle dipendenze della Segheria Packard, diventando molto amico del proprietario Andrew e di sua sorella Catherine, che si infatuò di lui.
Poco tempo dopo, Pete sposò la donna, sei anni più giovane di lui. La loro storia d'amore si interruppe però pochi anni dopo a causa del progressivo raffreddamento del carattere della donna, tanto che incominciarono perfino a dormire in stanze separate.
Nel momento in cui Andrew tornò da un viaggio d'affari a Hong Kong portando con sé la giovane Josie, sposata durante la permanenza in Cina, Pete ci socializzò immediatamente e ne divenne molto amico, differentemente dalla contrariata Catherine.
Quando Andrew simulò la propria morte per sfuggire al pericoloso Thomas Eckhardt, Pete non ne venne messo al corrente e, come tutta Twin Peaks, lo ritenne realmente morto.

### NeI segreti di Twin Peaks
Il mattino del 24 febbraio 1989, Pete trova il cadavere di Laura Palmer sulla riva del fiume e, in seguito assiste lo sceriffo Truman ed il sopraggiunto agente federale Dale Cooper nelle loro indagini qualora richiestogli.
Dopo l'incendio della Segheria Packard, Catherine viene data per morta e Josie parte per Seattle con l'intenzione di non ritornare. Successivamente però, entrambe le donne riappaiono e, con loro anche Andrew Packard, che rivela all'amico della sua morte simulata, intimandogli tuttavia di non farne parola con nessuno poiché Eckhardt sta arrivando a Twin Peaks.
Pete resta all'oscuro del modo in cui i fratelli Packard si liberano del potente e pericoloso uomo d'affari, nonché della loro implicita complicità nella morte di Josie.
Nel frattempo, grazie alla sua abilità di scacchista, aiuta Cooper a prevedere le mosse della macabra partita a scacchi con Windom Earle, il quale uccide una persona per ogni pezzo mangiato all'avversario.

### Epilogo
Nell'episodio finale, Pete accompagna Andrew Packard alla banca di Twin Peaks per aprire una cassetta di sicurezza appartenuta a Thomas Eckhardt, grazie ad una chiave rinvenuta a seguito di una serie di rompicapi. L'ironica ricompensa della caccia al tesoro rinvenuta nella cassetta tuttavia, è una bomba che si attiva proprio al momento dell'apertura.
Da quello che si può intuire dalla terza stagione, Pete e Andrew sono morti, mentre Audrey (li presente per via di una protesta pacifica contro il progetto Ghostwood) è sopravvissuta, andando in coma.